# Cassida inopinata
Cassida inopinata é uma espécie de insetos coleópteros polífagos pertencente à família Chrysomelidae.
A autoridade científica da espécie é Sassi & Borowiec, tendo sido descrita no ano de 2006.
Trata-se de uma espécie presente no território português.